# Полуночная песня
Полуночная песня (кит. трад. 夜半歌聲, упр. 夜半歌声, палл. Е бань гэ шэн) — фильм ужасов 1937 года режиссёра Масюй Вэйбана. Первый китайский фильм ужасов. Картина была создана по мотивам романа французского писателя Гастона Леру «Призрак Оперы».

## Сюжет
История происходит в небольшом городе на севере Китая в год основания Китайской Республики. Фильм начинается с появления шумной компании артистов, решивших порепетировать в заброшенном и обветшалом оперном театре, охраняемом старым горбуном. Артисты наводят порядок и начинают репетировать, но у молодого певца Сунь Сяопэна (孙小鹏) не ладится с пением и он остается поупражняться после того, как все остальные члены труппы расходятся. Внезапно Сунь слышит красивое мужское пение. Старый ключник объясняет юноше, что это давний обитатель оперы, которого не стоит бояться, более того — он может многому научить молодого актёра.
Сунь Сяопэн знакомится с «призраком», который оказывается оперной звездой Сун Даньпином (宋丹萍), «скончавшимся» десять лет тому назад. В ретроспективе рассказывается история Суна. Оперный певец Сун Даньпин, в прошлом — активный революционер, любил Ли Сяося (李晓霞), дочь богатого и влиятельного феодала, который невзлюбил Суна как из-за его профессии, так и из-за приверженности революции. Более того, на руку дочери претендовал местный владыка Тан Цзюнь (汤俊). Он, получив отказ от Ли Сяося, приказывает своим людям напасть на соперника и плеснуть ему в лицо азотную кислоту. Сун остался жив, но его лицо было изуродовано. Дабы не отравлять жизнь любимой, Сун попросил сказать ей, что он умер. С тех пор он скрывается в театре и каждый месяц в полнолуние исполняет песни для Ли Сяося, которая по-прежнему живёт в доме напротив и уверена, что это душа её возлюбленного является к ней под полной луной.
Сунь Сяопэн соглашается помочь «призраку» и является к Ли Сяося, чтобы исполнить песню и убедить девушку перестать страдать о погибшем. В благодарность за помощь Сун Даньпин дарит труппе сценарий оперы, которая проходит с большим успехом в местном театре. Среди зрителей, восхищённых игрой актёров, и Тан Цзюнь, которому приглянулась молодая актриса, возлюбленная Сунь Сяопэна, и он передаёт ей приглашение на ужин к себе домой. «Призрак», наблюдавший за происходящим, глубоко опечален тем, что у Сунь Сяопэна есть подруга: он надеялся, что его ученик сможет полюбить Ли Сяося и тем самым положит конец её многолетним страданиям.
Возлюбленная Суня является в дом к Тану, но, как и десять лет назад, Тан Цзюнь получает отказ. На этот раз он решает проучить строптивую барышню и начинает душить девушку. В этот момент появляется Сунь Сяопэн и между мужчинами завязывается потасовка. Тан стреляет в своего противника, но пуля попадает в девушку, которая умирает на руках у Суня. В это время в комнату входит Сун Даньпин, у которого появляется возможность отомстить старому врагу. Тан Цзюнь гибнет от рук Суна, а сам «призрак» скрывается от разгневанной толпы в обветшалом здании, которое преследователи поджигают.
В финальных кадрах фильма показан Сун Даньпин, который стоит в оконном проёме горящего здания, и Сунь Сяопэн, нежно обнимающий Ли Сяося.

## Художественные особенности
Главное отличие «Полуночной песни» от самого романа и других адаптаций заключается в том, что здесь Призрак выступает и главным героем, и совершенно положительным персонажем, даже несмотря на то, что от его рук гибнет Тан Цзюнь.
В художественном плане, по мнению авторитетного историка кино Дэвида Робинсона, на Масюя определённое влияние оказал как Джеймс Уэйл, так и немецкие экспрессионисты.
Третий фактор — это его очевидная политизация. Сунь Данпин изображается революционером — беглецом, использующим театр как символ святости и борьбы, а отец Ли Сяося показан как кровожадный феодал, который всеми силами оказывает поддержку контрреволюции.
Частью своего оглушительного успеха фильм был обязан прозвучавшим в нём песням, особенно «Полуночному пению» (《夜半歌声》), которую исполняли очень долго даже после того, как о самом фильме забыли. Песню написал Сянь Синхай, один из наиболее известных композиторов того времени. Слова — поэта Тянь Ханя, партию исполнил Шэн Цзялунь (盛家伦).

## Дальнейшая история
Огромный коммерческий успех положил начало длительной моде на китайские фильмы ужасов, он сделал звезду из актёра Цзинь Шаня, а Масюя превратил в ведущего режиссёра жанра. Следующие четыре фильма Масю включают «Рассказы Находящегося во власти трупа Старого Дома» (Gu wu Xing shi feng ji) 1938 и «Женщину Прокаженного» (Mafeng nil). Только в 1941 году он решается делать продолжение «Полуночной песни». Даже если «Полуночная песня II» (Yeban gesheng xuji) с новым составом исполнителей и не достигала уровня своего предшественника, работа художника была сделана с исключительной фантазией и является и по настоящее время служит визуальным пиршеством.
Фильм начинается с похорон невесты молодого певца, убитой Тан Цзюном в кульминационный момент в первой части. После похорон певец оставляет оперную труппу, чтобы вступить в националистическую армию и бороться за свободу Китая. Тем временем блуждающий Даньпин находит свою маленькую сестру, теперь ставшею взрослой. В ретроспективных кадрах рассказывается история Даньпина. В конце первой части он был загнан в башню, которую подожгли преследователи. Теперь он объясняет своё спасение тем, что прыгнул с башни в море и был спасен моряками. Внешность Даньпина, хотя все ещё чудовищная, была изменена. Чтобы оправдать изменение внешности героя, не нарушая логику повествования, Масюй придумал странную предысторию, в которой Призрак попадает к сумасшедшему доктору, делающему ему операцию, после которой его внешность, однако, отнюдь не улучшилась. Несмотря на очевидную натянутость такого объяснения, парящее воображение Масюя остается на высоте, некоторые экзотические сцены имеют великолепный и живописный стиль.
За восемь лет, проведенных в Шанхае, Масюй сделал десять фильмов, а в 1949 году, переехав в Гонконг, он ставит ещё двенадцать. Из всей этой продукции наиболее известен «Дом, посещаемый призраками, или Злая история Девицы» (Ouionglou hen) 1949. С 1954 по 1961 годы Масюй продолжает снимать фильмы («Resurrected Rose» (Воскрешение розы), «Booze, Boobs and Bucks» (Пьянка, сиськи и деньги) и др). В 1961 году он трагически погиб, попав под колеса автомобиля. Но его главный фильм в Китае не забыли. В 1962 году прежний помощник Масюя, Юен Чайу-Фенг, делает ремейк фильма для братьев Шао «Середина Кошмара» со звездой Бетти Ло Ти. В 1995 году Ронни Ю ставит новую версию, картину «Призрачный любовник», с Лесли Чуном в главной роли.

## Источник
- Robinson, David. Return of the Phantom :  [англ.] // Film Quarterly. — 1999—2000. — Vol. 53, no. 2. — P. 43—46. — JSTOR 1213720.